# Honskirch

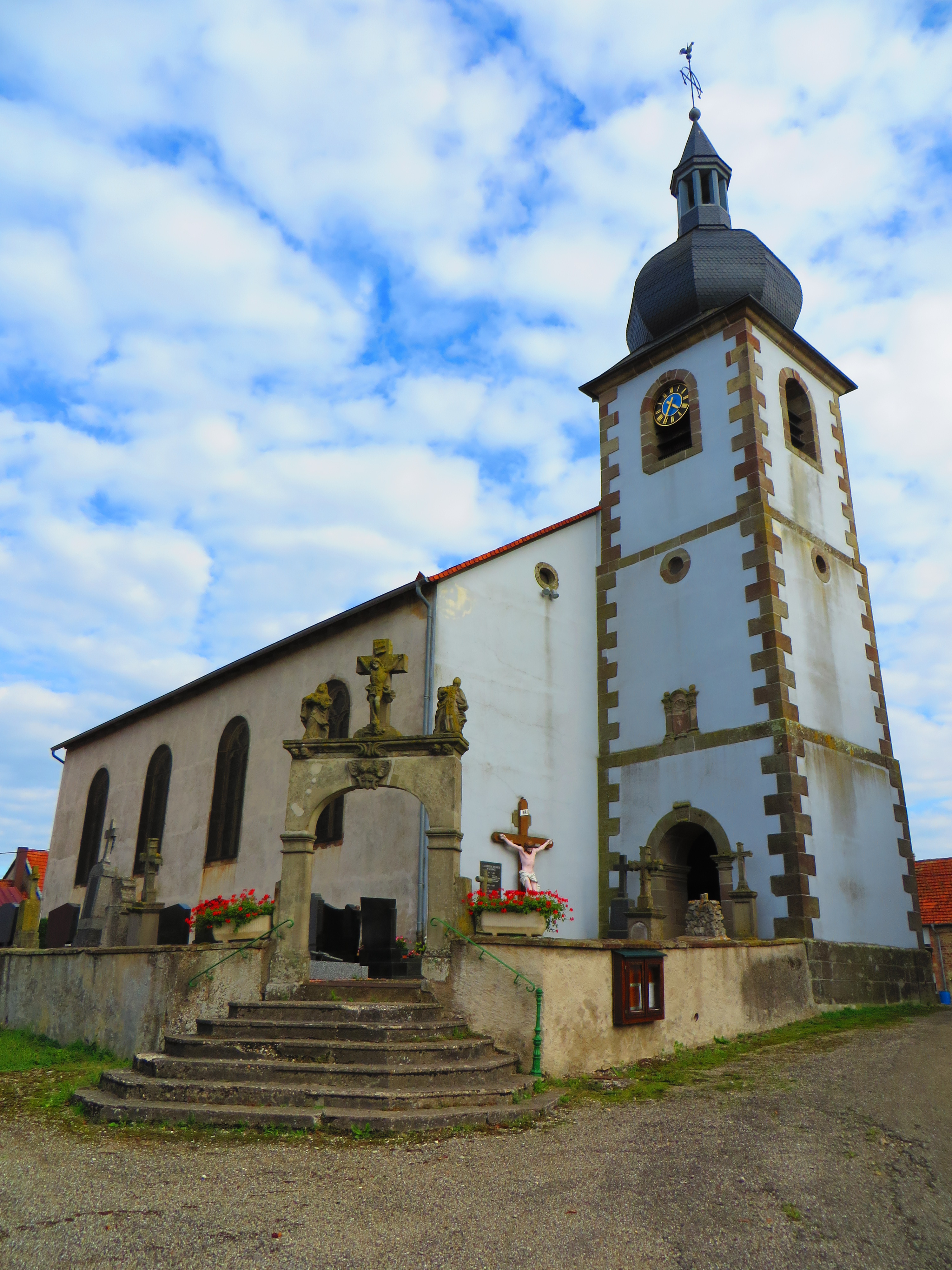
Kirche St. Jean-Baptiste

Honskirch (deutsch Hunkirch, 1941–44 Hunkirchen) ist eine französische Gemeinde mit 213 Einwohnern (Stand 1. Januar 2022) im Département Moselle in der Region Grand Est (bis 2015 Lothringen). Sie gehört zum Arrondissement Sarrebourg-Château-Salins.

## Geographie
Honskirch liegt etwa 70 Kilometer südöstlich von Metz, 45 Kilometer nordöstlich von Château-Salins und acht Kilometer östlich von Albestroff (Albesdorf) an der Grenze zum Krummen Elsass auf einer Höhe zwischen 213 und 252 m über dem Meeresspiegel. Das Gemeindegebiet umfasst 6,5 km².
Das Dorf liegt in einem Tal, das im Westen vom Hunnertberg, im Süden vom Remmelsberg und im Osten vom Tautzwinkelberg eingefasst wird, an der Öffnung im Norden liegt der Müllerwald.

## Geschichte
Das Dorf gehörte im Mittelalter zum Herzogtum Lothringen.
Durch den Frankfurter Frieden vom 10. Mai 1871 kam die Region an das deutsche Reichsland Elsaß-Lothringen, und das Dorf wurde dem Kreis Château-Salins im Bezirk Lothringen zugeordnet. Die Dorfbewohner betrieben Getreide-, Kartoffel- und Obstbau.
Nach dem Ersten Weltkrieg musste die Region aufgrund der Bestimmungen des Versailler Vertrags 1919 an Frankreich abgetreten werden. Im Zweiten Weltkrieg war die Region von der deutschen Wehrmacht besetzt.
Der deutsche Ortsname lautete nach 1871 zunächst Hunskirchen, später dann Hunkirch.
Der bis 1870 amtliche französische Name lautete Hunkirich; nach dem Ersten Weltkrieg wurde der Name Honskirch geschaffen.

### Bevölkerungsentwicklung
| Jahr      | 1962 | 1968 | 1975 | 1982 | 1990 | 1999 | 2007 | 2019 |
| Einwohner | 195  | 194  | 196  | 194  | 189  | 184  | 204  | 221  |

## Wappen
Das redende Wappen der Gemeinde zeigt über einer Kirche die Axt der Enthauptung des Heiligen Johannes des Täufers.